# Partido Pátria Querida
O Partido Pátria Querida (PPQ, em espanhol Partido Patria Querida) é um partido político do Paraguai, fundado em 2002 como Movimento Pátria Querida. Possui ideologia centro-direita, além de defender os valores cristãos.

## História
A fundação iniciou tendo como nome Pátria Querida.
Em dezembro de 2001, lançou Pedro Fadul como candidato a presidente, surgindo a candidatura através do Movimento Político Pátria Querida; desde 4 de março de 2004, o Movimento passou a se chamar Partido Pátria Querida com 13,6% de representação parlamentar, após 15 meses de campanha eleitoral.
A Fundação Pátria Querida trabalhou durante a campanha eleitoral na elaboração da proposta de governo e finalizou as eleições com acompanhamento técnico aos legisladores e líderes do partido.
Em 2005, a Fundação passa a se chamar Fundação Feliciano Martínez.
Nas eleições presidenciais de 2003, o PPQ apresentou Pedro Fadul como candidato, um dos fundadores do movimento. Nesas eleições, o partido obteve 21,28% dos votos, atrás dos candidatos do Partido Colorado e o Partido Liberal Radical Autêntico, respectivamente.
Nas eleições gerais de 2008, o PPQ apresentou novamente Pedro Fadul como candidato a Presidência, e obteve 2,37% dos votos, uma significativamente queda no resultado quando comparado com as eleições pasadas.